# П'ятницький Іван Костянтинович
П'ятницький Іван (рос. Пятницкий Иван Константинович, нар.1856 р. — пом.після 1892 р.) — український церковний письменник, богослов.
1884 року закінчив Духовну академію у Петербурзі зі ступенем кандидата богослів'я (Курс XLI).
В 1890-их роках був викладачем у Могильовській Духовній Семінарії в Білорусі і був редактором видання «Могильовські єпархіальні відомості» (рос. Могилевские Епархиальные Ведомости).

## Праці
- (рос.)«Тупичевский монастырь Могилевской епархии», 1883;
- (рос.)«Русский сектант в своей истории». СПб., 1884;
- (рос.)«Тупичевский монастырь Могилевской епархии», г. Могилев-на-Днепре, 1889;
- (рос.)«Очерк истории киевской митрополии в период времени отдельного ее существование от митрополии московской (1459—1686 гг.)»: записки применительно к семинарской программе / составил И. Пятницкий, г. Могилев-на-Днепре, 1891;
- (рос.)«Преподобный Сергий, игумен Радонежский», г. Могилев-на-Днепре, 1892;
- (рос.)«Слова и речи Георгия Конисского, архиепископа могилевского», г. Могилев-на-Днепре, 1892;
- (рос.)«Памяти преосвященного Георгия Конисского, архиепископа Белорусского»: (публичное чтение 9 февраля 1895 года) / И. К. Пятницкий, 1895;
- (рос.)«Секта странников и ее значение в расколе», 1906;
- (рос.)«Тупичевский монастырь Могилевской епархии»: исторический очерк, 1907[5][6].